# Ню-Намен
Ню-Намен (нід. Nieuw-Namen) — село в нідерландській провінції Зеландія на кордоні з Бельгією. Входить до муніципалітету Гюлст.
Його площа становить 45,64 км², а населення станом на 2021 рік складало 955 осіб.
Перша згадка про населений пункт датується 1136 роком.